# Carinus
Marcus Aurelius Carinus (asi 250 – srpen či září 285 Ilýrie) byl římský císař panující v letech 283–285, do roku 284 spolu se svým bratrem Numerianem. Jeho vládou se uzavírá padesát let trvající období politické nestability, obvykle zvané krize třetího století či doba vojenských císařů, a nastává éra pozdního císařství, neboli dominátu.

## Původ a kariéra
Carinus byl starším synem císaře Cara a jeho jménem neznámé manželky. Sám byl ženatý s Magnií Urbikou, s níž měl patrně syna Marka Aurelia Nigriniana. Informace o jeho životě jsou zaznamenány až od okamžiku, kdy se stal v závěru roku 282 caesarem, tedy mladším spoluvladařem císaře Cara.

## Proklamace za císaře
Hodnost plnoprávného panovníka (augusta) Carinus získal mezi březnem a květnem 283, těsně předtím, než jeho otec zahájil válku s Peršany. V té době už měl za sebou řádný konzulát, rovněž spolu s otcem bojoval v západní části Evropy proti germánským kmenům. K 7. březnu 283 byl poprvé zmíněn jeho titul Germanicus maximus, který na oslavu svých vítězství přijal. Po otcově smrti v létě téhož roku prohlásilo vojsko bojující v Mezopotámii (druhým) císařem Carinova bratra Numeriana, a tak začala spoluvláda obou sourozenců.

## Vláda
Na podzim roku 283 vytáhl Carinus proti Kvádům a počátkem roku následujícího nad nimi, patrně v Mediolanu oslavil triumf. Většina pramenů uvádí, že tehdy již vedl výstřední způsob života, který mu udělal mnoho nepřátel, ve vojsku i v senátu. Z dochovaných zdrojů není zřejmé, co je pravda a co pouze propaganda Diocletiana a tetrarchů, jež se musela vymezovat právě vůči Carinovi. Tvrzení o jeho vladařské neschopnosti se vzhledem k jeho vojenským úspěchům patrně zakládají na zmíněné propagandě opozice.
Počátkem roku 285 vytáhl Carinus proti uzurpátoru Julianovi, který se vzbouřil v Panonii, porazil ho v bitvě a znovu tak posílil svoji moc. Tehdy mu bylo již známo, že jeho bratra Numeriana za pochodu Malou Asií úkladně zavraždili a že vojsko prohlásilo jeho nástupcem vojevůdce Diocla, který přijal jméno Diocletianus. V nastalé občanské válce měl Carinus zpočátku patrně převahu, nakonec byl však během bitvy na Margu zavražděn tribunem, jemuž prý svedl manželku. Jediným pánem impéria se po něm stal Diocletianus.